# Cyril Stanley Smith
Cyril Stanley Smith (Birmingham, 4 de outubro de 1903 — 25 de agosto de 1992) foi um metalurgista e historiador da ciência inglês. Smith é conhecido por seu trabalho no Projeto Manhattan, onde foi responsável pela produção de metais fissionáveis.
Foi agraciado com o Prémio Pfizer em 1961 pela History of Science Society (HSS) dos Estados Unidos pela publicação do livro A History of Metallography: The Development of Ideas on the Structure of Metal before 1890. Recebeu em 1991 o Prêmio Andrew Gemant, atribuído pelo American Institute of Physics.

## Publicações selecionadas
- History of Metallography: The Development of Ideas on the Structure of Metals Before 1890, 1988, ISBN 0-262-69120-5, MIT Press.
- From Art to Science 1982, ISBN 0-262-19181-4, MIT Press.
- Search for Structure: Selected Essays on Science, Art and History 1981, ISBN 0-262-19191-1, MIT Press.
- Vannocio Biringuccio. The Pirotechnia of Vanoccio Biringuccio (em 16th Century Italian). [S.l.]: Dover. ISBN 0-486-26134-4 20th Century translation by Cyril Stanley Smith and Martha Teach Gnudi